# Graemeloweus iviei
Espèce
Synonymes
- Vaejovis iviei Gertsch & Soleglad, 1972
- Pseudouroctonus iviei (Gertsch & Soleglad, 1972)

Graemeloweus iviei est une espèce de scorpions de la famille des Vaejovidae.

## Distribution
Cette espèce est endémique de Californie aux États-Unis. Elle se rencontre dans les comtés de Nevada, de Sierra, de Trinity, de Placer, de Butte, d'El Dorado, de Plumas, de Yuba, de Shasta, de Napa, de Sonoma, de Mendocino et de Tehama.

## Description
Le mâle holotype mesure 27,5 mm et la femelle paratype 31,5 mm.

## Systématique et taxinomie
Cette espèce a été décrite sous le protonyme Vaejovis iviei par Gertsch et Soleglad en 1972. Elle est placée dans le genre Pseudouroctonus par Stockwell en 1992 puis dans le genre Graemeloweus par Soleglad, Fet, Graham et Ayrey en 2016.

## Étymologie
Cette espèce est nommée en l'honneur de Wilton Ivie.

## Publication originale
- Gertsch & Soleglad, 1972 : « Studies of North American scorpions of the genera Uroctonus and Vejovis. » Bulletin of the American Museum of Natural History, no 148, p. 549–608 (texte intégral).